# 罗人望
羅人望（？—？），字當世，號虚舟，南直隶徽州府歙縣人。

## 生平
万历二十二年（1594年）甲午科应天乡试举人，天啓五年（1625年）乙丑科進士，官武学博士，凡国家典制及古今名臣言行、经济，靡不殚悉。

## 家族
父罗应鹤，隆庆五年辛未进士，官保定巡抚。叔罗应鸿，万历四年丙子科舉人。